# Río Chalinga
El río Chalinga es un curso natural de agua que nace en la cordillera de los Andes y desemboca en el río Choapa.

## Trayecto
La confluencia del estero Fuentecillas con el río Los Helados es el inicio del río Chalinga, el que por su caudal, es el segundo en importancia para el río Choapa. Fluye en dirección oeste, pero en la localidad de Arboleda Grande gira al SO y así continúa, deja a su lado izquierdo la ciudad de Salamanca (Chile) y pocos kilómetros aguas abajo desemboca al Choapa.
En total tiene una longitud de 40 km y a lo largo de su andar recibe por el norte, entre otros, al estero Tome que es el mayor y el más oriental. En el cauce medio le cae el estero Cunlagua, originario de las laderas del portezuelo Lagunillas y de 10 km de longitud. Cerca de Arboleda Grande recoge las aguas de la quebrada Manquegua que viene desde la ladera sur del cerro homónimo y tiene un desarrollo de 9 km en dirección sur.: 287 

## Caudal y régimen
Las hoyas hidrográficas de los ríos Chalinga y Cuncumén, ambos afluentes del río Choapa, muestran un régimen nival, con crecidas entre noviembre y diciembre, producto del derretimiento de los hielos. En años con pocas lluvias los caudales varían muy poco a lo largo del año, sin variaciones importantes. El período de estiaje ocurre en el trimestre dado por los meses de abril, mayo y junio, debido a la baja influencia pluvial en ambas cuencas.: 53 .

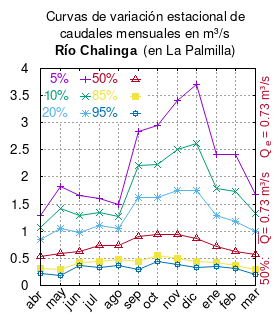
Curvas de variación estacional del río Chalinga en La Palmilla.

El caudal del río (en un lugar fijo) varía en el tiempo, por lo que existen varias formas de representarlo. Una de ellas son las curvas de variación estacional que, tras largos periodos de mediciones, predicen estadísticamente el caudal mínimo que lleva el río con una probabilidad dada, llamada probabilidad de excedencia. La curva de color rojo ocre (con {\displaystyle {\color {Red}\vartriangle }}) muestra los caudales mensuales con probabilidad de excedencia de un 50%. Esto quiere decir que ese mes se han medido igual cantidad de caudales mayores que caudales menores a esa cantidad. Eso es la mediana (estadística), que se denota Qe, de la serie de caudales de ese mes. La media (estadística) es el promedio matemático de los caudales de ese mes y se denota {\displaystyle {\overline {Q}}}. 
Una vez calculados para cada mes, ambos valores son calculados para todo el año y pueden ser leídos en la columna vertical al lado derecho del diagrama. El significado de la probabilidad de excedencia del 5% es que, estadísticamente, el caudal es mayor solo una vez cada 20 años, el de 10% una vez cada 10 años, el de 20% una vez cada 5 años, el de 85% quince veces cada 16 años y la de 95% diecisiete veces cada 18 años. Dicho de otra forma, el 5% es el caudal de años extremadamente lluviosos, el 95% es el caudal de años extremadamente secos. De la estación de las crecidas puede deducirse si el caudal depende de las lluvias (mayo-julio) o del derretimiento de las nieves (septiembre-enero).

## Historia
El valle del río Challinga fue habitado por pueblos prehispánicos. Ya desde 200 d. C., la zona estaba densamente habitada por comunidades de tradición alfarera, posteriormente diaguita e incaica.

## Población, economía y ecología
El área agrícola regada en la hoya del río Chalinga en la siembra 2018/19 fue de 357 hectáreas. De esas plantaciones las más representativas fueron las praderas y los frutales caducos, que representan el 50,1% (179,0 ha) y el 40,7% (145,3 ha), respectivamente.